# Brda (Slovenj Gradec)
Brda (pronuncia [ˈbəɾda]) è un insediamento (naselje) di 311 abitanti, della municipalità di Slovenj Gradec nella regione statistica della Carinzia in Slovenia.
L'area faceva tradizionalmente parte della regione storica della Stiria, ora invece è inglobata nella regione della Carinzia.
Le due chiese del paese sono dedicate ad Andrea apostolo e a Maria Maddalena.